# دهستان میان‌دربند
دهستان میان‌دربند نام دهستانی در بخش مرکزی شهرستان کرمانشاه، استان کرمانشاه در ایران است. بر اساس سرشماری مرکز آمار ایران در سال ۱۳۸۵، جمعیت آن ۲۶۹۱۵ نفر (۶۲۵۹ خانوار) بوده‌است.